# 第22太陽周期
第22太陽周期(Solar cycle 22)は、1755年に太陽黒点の記録が始まって以来、22回目の太陽活動周期である。1986年9月から1996年5月まで9.7年間続いた。この周期中の黒点の最大数は、158.5個（1989年7月）、最小数は8個であった。最大数は、第3太陽周期と同じであり、これまで3番目に多かった。周期中、黒点が1つも見られなかったのは、309日間であった。

## 1989年3月の磁気嵐
1989年3月、強烈な磁気嵐がイドロ・ケベックの送電系を崩壊させた。この磁気嵐をもたらしたのは、1989年3月9日に起きたコロナ質量放出であった。その数日前の3月6日、非常に大きなX15太陽フレアも発生した。3月13日午前2時44分、大規模な磁気嵐が地球を襲った。磁気嵐は、極地方で非常に強いオーロラが見えることから始まった。オーロラは、テキサス州程の南方でも見ることができた。冷戦の最中に起こったため、多くの人が核兵器が使われた影響ではないかと懸念した。他に、同日午前9時57分に打ち上げられたSTS-29と関連付けて考える者もいた。この出来事はロシア向けのラジオ・フリー・ヨーロッパを含め、短波放送に障害を与えたが、当初はソビエト連邦政府による通信妨害だと信じられていた。
極軌道にあるいくつかの人工衛星は、数時間の間、コントロールを失った。GOES気象衛星との通信が遮断され、気象画像が失われた。またNASAのTDRS-1通信衛星は、その電子回路に流入する粒子の増加に起因する250以上の異常を記録した。ディスカバリーの燃料電池に水素を供給するタンクの1つに付けられたセンサが3月13日に異常な高圧を示した。これは不思議なことに太陽嵐が弱まった後に起こった。
地磁気の変動により、イドロ・ケベックの送電網の遮断器が誤作動した。これは、ケベックの大部分がカナダ楯状地の上にあって電流が地面に流れにくかったこと、また公益事業用の送電線が非常に長かったことから、地磁気変動によって生じた電流が抵抗のより少ない735 kVの送電線に流れ込んだためである。
1995年以降は、磁気嵐及び太陽フレアは、NASAとESAの共同で運用するSOHO衛星によりモニターされている。

## 1989年8月の磁気嵐
1989年8月、また別の磁気嵐が集積回路に影響を与え、トロントの株式市場の取引量を半分にした。この磁気嵐は、8月16日に発生した非常に大きなX20太陽フレアによるものである。この太陽フレアは、前述の3月6日のものよりもさらに強かった。